# Joseph François Achard
Pour les articles homonymes, voir Achard.
Joseph François Achard (1780-1845) (Josep Francés Achard en occitan), est un éditeur et écrivain marseillais de langue occitane.

## Biographie
Il nait à Marseille le 27 octobre 1780. Il est le fils de Claude-François Achard, lui-même éditeur et membre de l'Académie de Marseille, qui publia un des premiers dictionnaire français-provençal (et provençal-français), en 1784 et 1785. Grâce à ce dernier, Joseph François Achard bénéficiera d'une éducation complète, qui le conduira finalement à devenir, en 1810, sous-secrétaire de la bibliothèque de la ville.
Peu auparavant, son père lui avait confié, à lui et à son frère, Théodose Achard, la direction de l'imprimerie qu'il avait achetée. Les deux frères publieront, en 1823, Lou bouquet provençau vò lei Troubadors reviudas (Le Bouquet provençal ou les Troubadours ressuscités), ouvrage d'importance dans le cadre de la renaissance occitane du XIXe siècle, à Marseille, mais qui n'eut qu'un faible succès commercial sur le moment.
C'est à l'intérieur de cet ouvrage, qui rassemble les œuvres de poètes occitans du XVIIIe siècle, et du début du XIXe siècle (c'est-à-dire des poètes du moment), que Joseph François Achard publie l'essentiel de ses propres œuvres. On y retrouve ainsi une fable, deux contes, un poème, une énigme, ainsi qu'une reformulation de fables de La Fontaine et de Louis-François Jauffret.
Sur le plan personnel, il se marie à 40 ans, et n'aura pas d'enfant. Il est touché en 1842 par une paralysie partielle. Il se retire alors à Toulon, où il meurt le 13 juillet 1845.